# Сагьянц, Юрий Михайлович
Ю́рий Миха́йлович Сагья́нц (3 мая 1927 — 4 ноября 1995, Москва) — советский и российский актёр театра и кино, театральный педагог, Заслуженный артист РСФСР (1969).

## Биография
Юрий Михайлович учился в театральной студии при Саратовском драматическом театре им. К. Маркса, играл на сцене Саратовского ТЮЗа, Саратовского драматического театра, Московского театра им. Ермоловой. Снимался в кино, участвовал в спектаклях для радио и детского журнала «Колобок». Кроме того, Юрий Сагьянц снимался и в знаменитом Кабачке «13 стульев», где исполнял роль пана Казимержа Трепыхальского.
Преподавал в Саратовском театральном училище, среди его учеников — Л. В. Уварова, П. П. Зайченко, Е. В. Торгашова, А. Е. Скорякин.
Первая жена — народная артистка СССР Валентина Ермакова, вторая — Альдона Бабаева.
Похоронен на кладбище «Ракитки».

## Творчество

### Роли в театре

#### Саратовский театр юного зрителя
- 1948 — «Ревизор» Н. В. Гоголя. Режиссёр: П. П. Васильев — Пётр Иванович Бобчинский[7]
- 1949 — «Сказка о царе Салтане» А. С. Пушкина. Режиссёр: Вадим Давыдов — 2-й корабельшик[8]
- 1949 — «Призвание» Г. Штейна. Режиссёр: Юрий Киселёв — Веткин Сергей Петрович[9]
- 1949 — «Воробьёвы горы» А. Д. Симукова. Режиссёр: Вадим Давыдов — Володя Орехов[10]
- 1949 — «Два капитана» В. А. Каверина. Режиссёр: Юрий Киселёв — Гриша Фабер[11]
- 1949 — «Я хочу домой» С. В. Михалкова. Режиссёр: Вадим Давыдов — лейтенант Советской Армии Сорокин[12]
- 1950 — «Лётчики не умирают» Исидора Штока. Режиссёр: Юрий Киселёв — Павел Гирявый[13]
- 1950 — «Слуга двух хозяев» Карло Гольдони. Режиссёр: Юрий Киселёв — Сильвио[14]
- 1950 — «Семья» И. Ф. Попов. Режиссёр: Юрий Киселёв — Александр Ульянов[15]
- 1950 — «Нищий и Принц» Марка Твена. Режиссёр: Вадим Давыдов — Тейлор, поэт лодочник[16]
- 1951 — «Где-то в Сибири» И. И. Ирошниковой. Режиссёр: С. Г. Микаэлян — Андрей Селезнёв, бывший комсорг[17]
- 1952 — «Ревизор» Н. В. Гоголя. Режиссёр: П. П. Васильев (в массовых сценах)[18]
- 1952 — «Ромео и Джульетта» Шекспира. Режиссёр: Юрий Киселёв — Ромео[19]
- 1952 — «Гимназисты» К. А. Тренёва. Режиссёр: Юрий Киселёв — Виктор Югов[20]
- 1953 — «Волынщик из Стракониц» Каетан. Режиссёр: Вадим Давыдов — молодой волынщик Шванда[21]
- 1954 — «Приключения Чиполлино» Джанни Родари. Режиссёр: Вадим Давыдов — герцог Мандарин[22]
- 1954 — «Не называя фамилий» В. Б. Минко. Режиссёр: Юрий Киселёв — Жора Поцелуйко[23]
- 1955 — «Сирано де Бержерак» Э. Ростана. Режиссёр: Юрий Киселёв — Линьер[24]
- 1955 — «В добрый час» В. С. Розова. Режиссёр: Вадим Давыдов — Вадим Розвалов[25]

#### Саратовский драматический театр
- 1962 — «Четверо под одной крышей» М. Смирнова, М. Крайндель. Режиссёр: Яков Рубин — Серёжа Разумов, аспирант, Петя Язиков
- 1964 — «Совесть» Д. Павлова. Режиссёр: Дмитрий Лядов — Сартаков

#### МДТ имени Ермоловой
- «Любовь — книга золотая» А. Н. Толстого. Режиссёр: Геннадий Косюков[26]

### Роли в кино
- 1970 — Без права на пощаду — Константин Георгиевич Ходжикян, сосед Кравцовой
- 1976 — Моё дело — Ашот Гургенович Меликян, работник завода
- 1978 — Поздняя ягода — Арсен Суфияров, мастер на буровой
- 1978 — Кавказская повесть — хорунжий, отец Марьяны
- 1979 — Жил-был настройщик — дедушка Ники
- 1979 — Поэма о крыльях — Бабаджан
- 1980 — Полёт с космонавтом — капитан милиции
- 1980 — Незваный друг — строитель, командировочный
- 1982 — Колокол священной кузни
- 1982 — Надежда и опора — сосед Куркова по гостинице, кандидат технических наук
- 1982 — День рождения — Григорян
- 1982 — Раннее, раннее утро — приказчик
- 1989 — Смиренное кладбище — участник похорон
- 1991 — Дело Сухово-Кобылина — Никанор Саввич

### Работа на телевидении
- 1968 — 1981 — Кабачок «13 стульев» — Пан Трепыхальский

### Озвучивание
- 1976 — Осьминожки — папы-осьминоги

### Дубляж
- 1991 — Утиные истории — Флинтхарт Гломгольд (в сериях «Лошадкины штучки», «Нет дороги трудней, чем дорога в Рогнуэй» и «Пленник Акватраса»)
- 1992 — Весёлые мелодии — Фоггорн Леггорн (EGGcited Rooster — Дубляж ТРК Останкино)